# Ambriz
Ambriz is een kustplaats in de noordwestelijke Angolese provincie Bengo.

## Beschrijving
Ambriz heeft een kleine haven, alsmede een onverharde landingsbaan voor vliegtuigen. Visserij is er de voornaamste inkomstenbron, al vindt er ook wat kleinschalige landbouw plaats. De bevolking van de stad bestaat grotendeels uit Bakongo en verder uit afstammelingen van Portugese kolonisten, Ovimbundu en Kimbundu. 
Tijdens de Angolese burgeroorlog was Ambriz van strategisch belang. In de stad en de omgeving werden veel landmijnen gelegd, die in 2008 nog niet allemaal waren geruimd.